# Eloria corvicoa
Eloria corvicoa är en fjärilsart som beskrevs av William Schaus 1927. Eloria corvicoa ingår i släktet Eloria och familjen tofsspinnare. Inga underarter finns listade i Catalogue of Life.